# Bwin
bwin Interactive Entertainment AG е онлайн марка за спортни залагания, собственост на GVC Holdings. Основана е през 1997 г., централното управление е базирано във Виена, Австрия.

## История

### Ранна история
Bwin e основана през 1997 г. под името betandwin, с което реализира дейността си до 2006 г. Екип от 12 души разработва първия продукт на марката. Една година след основаването на компанията е разработена платформа за спортни залози на живо.
През 2000 г. betandwin стъпва за пръв път на фондовата борса във Виена. Година по-късно разработва своя казино платформа. Тогава голяма част от операциите на компанията се преместват в Гибралтар с цел да се последват действията на много от конкурентите и да се облекчи плащането на данъци. Три години след това се въвежда платформа за покер игри.
През 2005 г. компанията стартира нова политика за придобиване на по-малки компании. По този начин получава възможност да пробие на нови пазари.
През август 2006 г. компанията официално е преименувана на Bwin. Собствениците били доволни от първоначалното име на компанията, но не били съгласни, че е подходящо за пълната гама от предложения за залози, с които сайтът се сдобива с времето.
През 2007 г. компанията стартира услуга за пряко предаване на спортни събития в своя сайт.

### Обединение с PartyGaming
На 1 април 2011 г. британската компания за залози и игри PartyGaming се обединява с Bwin, като се формира нова компания, наречена Bwin.Party Digitial Entertainment. Обединяването премахва Bwin от виенската фондова борса, но новосформираната компания стъпва на Лондонската фондова борса. 51,6% от акциите са собственост на Bwin, докато PartyGaming разполагат с 48,4% от компанията.

### Придобиване от GVC Holdings
През 2016 г. компанията Bwin.Party, формирана 5 години по-рано, става собственост на GVC Holdings в сделка за 1.1 милиарда британски лири. Официализирането на промяната се случва на 1 февруари 2016 г.

## Спонсорства
През годините Bwin си партнира и спонсорира различни спортни клубове и шампионати. От 2007 г. до 2013 г. букмейкърът е спонсор на испанския гранд Реал Мадрид.
Bwin си партнира още с клубове като Манчестър Юнайтед, Ювентус, Байерн Мюнхен, Милан, Олимпик Марсилия, Барселона.
От 2010 до 2013 г. Bwin е основен спонсор на турнира за Купата на Португалия по футбол. Компанията си партнира с баскетболни федерации, а освен това има роля като партньор и в сериите MotoGP.
Преди старта на футболния сезон 2017/18 Bwin сключва партньорски договори с италианския Интер, испанския Валенсия и германския Борусия Дортмунд.

## Лицензи
Компанията собственик на марката Bwin – GVC Holdings, притежава лицензи в следните дърважи:
- Австрия
- България
- Дания
- Франция
- Германия
- Гибралтар
- Италия
- Малта
- Ирландия
- Румъния
- Великобритания
- Алдърни
- щата Ню Джърси

Компанията разполага с временен лиценз за:
- Гърция

Посредством партньорски разпореждания се е сдобила и с лиценз в
- Белгия
- Южна Африка

Основният лиценз за предложенията на Bwin е издаден на компанията „ElectraWorks Limited“. Тя е със седалище в Гибралтар и притежава лиценз от местното правителство. Въпросната компания управлява оперативната дейност на сайта на Bwin. „ElectraWorks Ltd.“ притежава лиценз от българската Държавна комисия по хазарта, която е приела две лицензионни решения.